# アラン・マドラン

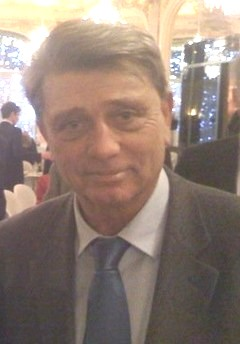
Alain Madelin.

アラン・マドラン（Alain Madelin、1946年3月26日 - ）は、フランスの政治家。フランス下院国民議会議員。
レッセ・フェールの熱烈な信奉者で、2002年フランス大統領選挙では当時の自由民主党から立候補し、第一回投票で3.91パーセントの票を獲得した。なお、自由民主党はその後共和国連合とともに国民運動連合に合併している。
1960年代後半に反共主義から極右に所属し、シャルル・ド・ゴールの打倒を唱えていた。後に中道右派に転向し、フランス民主連合に参加した。1978年からイル＝エ＝ヴィレーヌ県選出の国民議会議員、1995年から2001年までルドン市長を務めた。
1986年にジャック・シラク内閣の産業相として初入閣する。1993年のエドアール・バラデュール内閣では経済相、1995年アラン・ジュペ内閣では経済・財政相（大蔵大臣、財務大臣に相当）としてそれぞれ入閣した。しかし、ジュペ内閣では公務員制度改革をめぐり、就任後4ヶ月で辞任を余儀なくされた。
1996年の大統領選挙ではフランス民主連合の立候補者を目指したが、フランス民主連合を構成する共和党連合党首のフランソワ・レオタールが候補者となった。共和党は後に自由民主党に改名し、2002年大統領選挙を機会にフランス民主連合を離脱し、大統領多数連合（後の国民運動連合）に加わっている。2002年の大統領選でシラクの与党である保守中道連合が勝利すると、ジャン＝ピエール・ラファランを支持しラファラン内閣の成立に協力した。その一方で自由民主党解党に伴い、この時期からマドランの政治的影響力に翳りが生じたとも言われる。また、マドランは、フランスの政界にあっては中東を民主化するという理由からアメリカを支持し、イラク戦争の支持を表明した数少ないひとりであった。
2005年7月経済協力開発機構（OECD）事務局長選挙に立候補したが、最終選考で辞退し、メキシコのホセ・アンゲル・グリアが選出された。
2007年総選挙には立候補しないことを表明した。